# Penang
Penang (malaiisch Pulau Pinang; Jawi: ڤولاو ڤينڠ, Aussprache: [puˈlaʊ̯ piˈnaŋ]) bezeichnet sowohl die 292 km² große Insel in der Straße von Malakka als auch den gleichnamigen Bundesstaat Malaysias, zu dem außer der Insel selbst noch der Küstenstreifen Seberang Perai (ehemals Province Wellesley) gehört. Hauptstadt des Bundesstaates und der Insel ist die Großstadt George Town, die im Nordosten der Insel liegt.

## Lage und Geografie

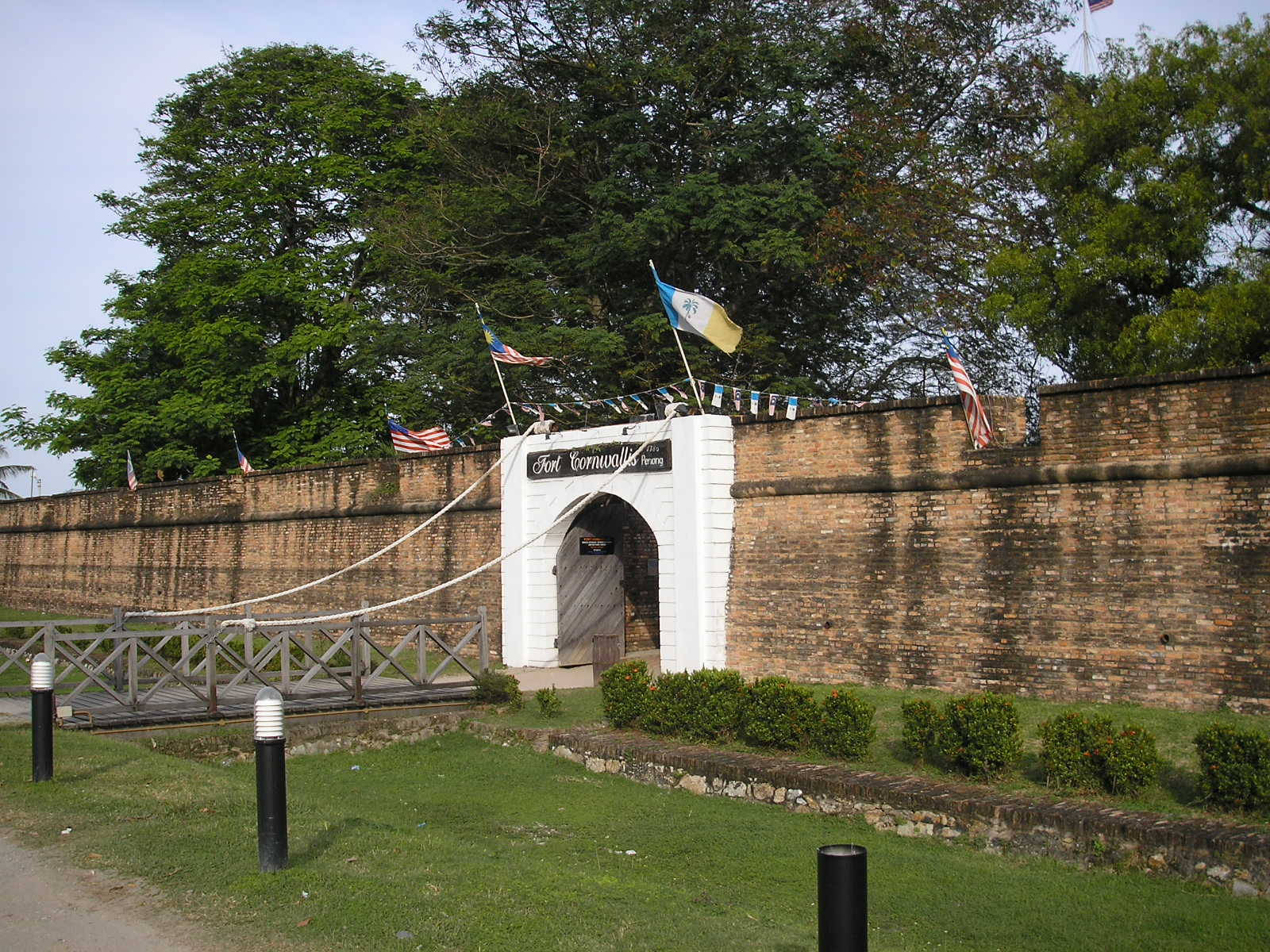
Fort Cornwallis, erste britische Niederlassung auf Penang in George Town

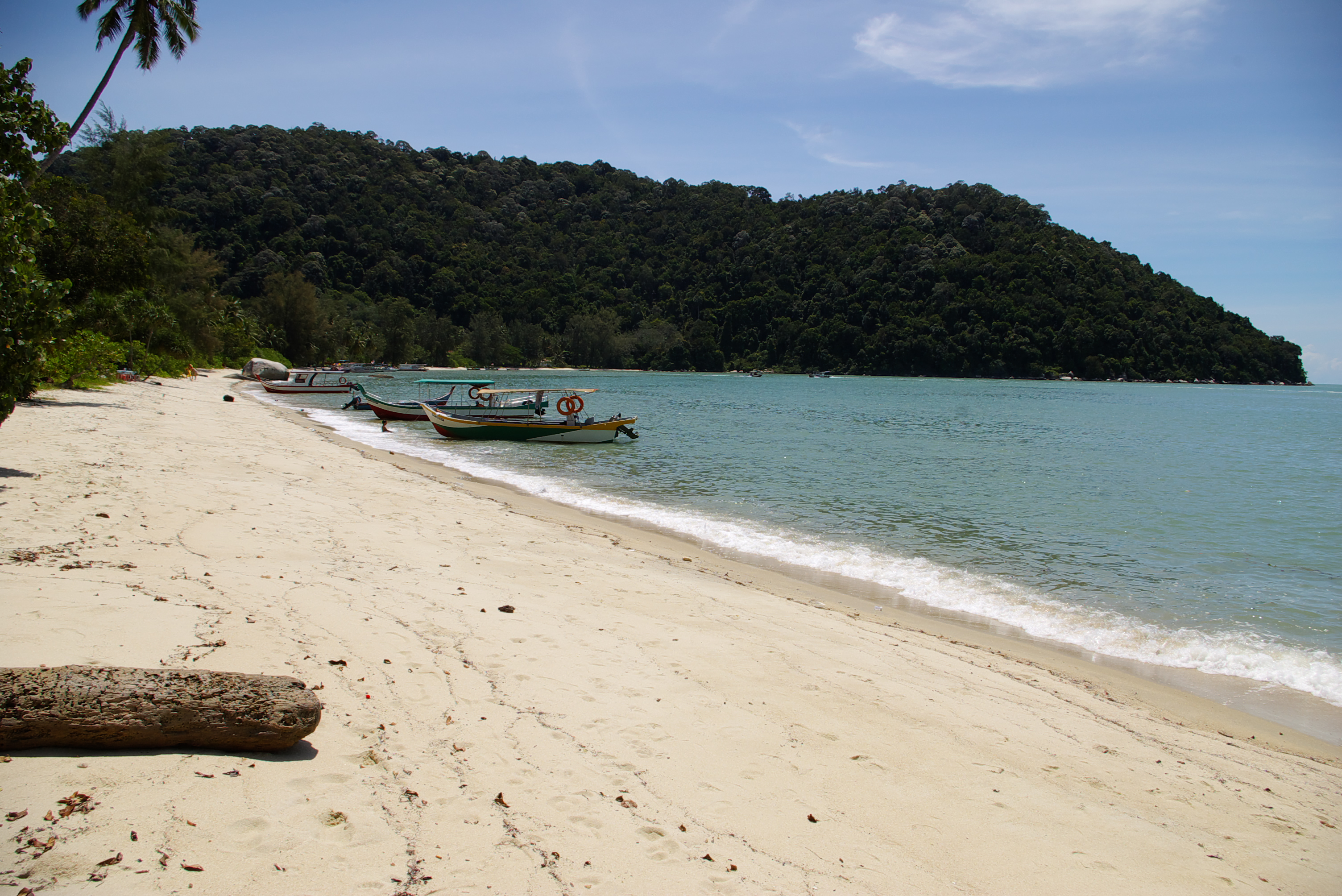
Nationalpark Penang auf der Insel Penang

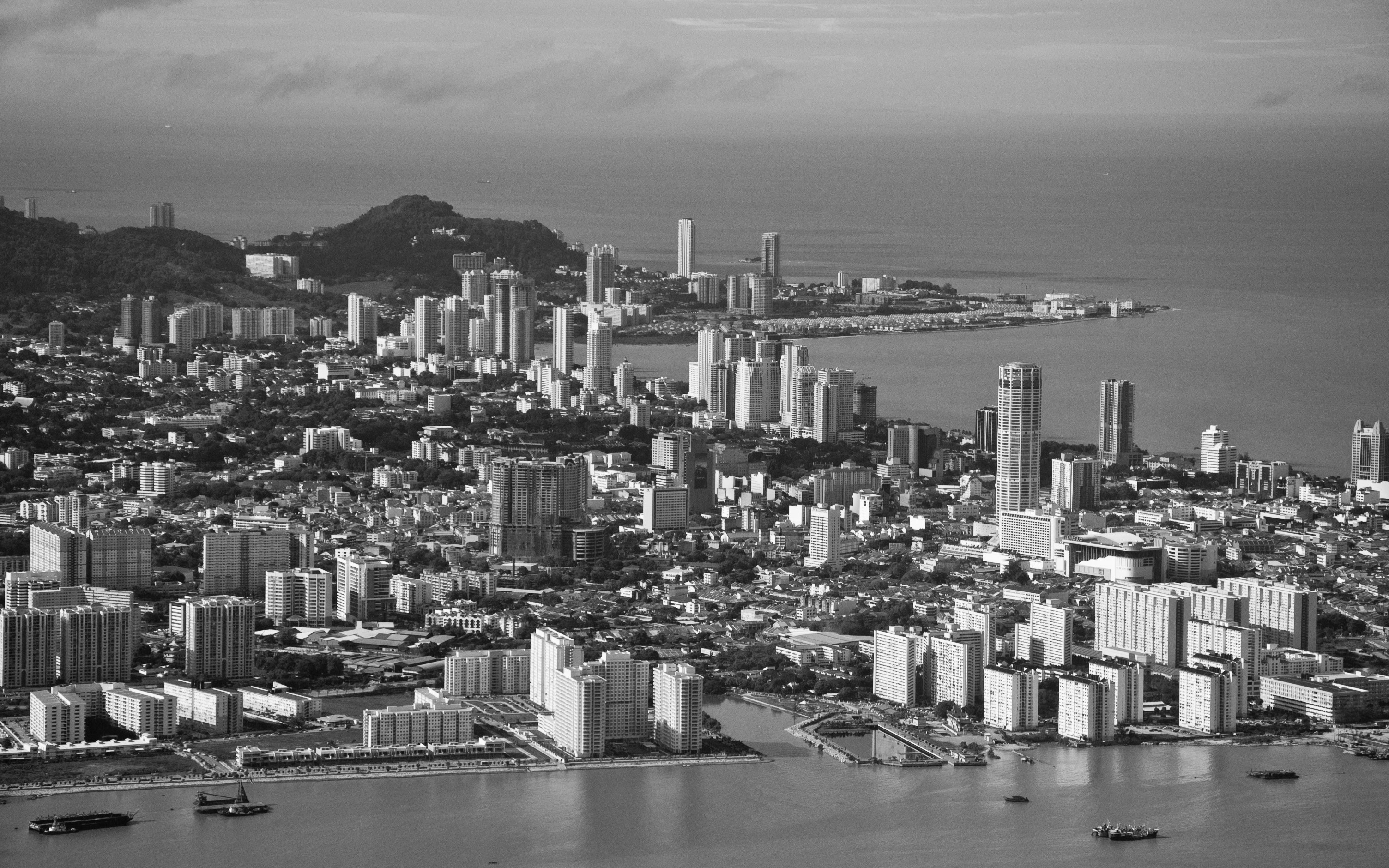
Blick auf den Norden Penangs

Der Bundesstaat Penang liegt an der Westküste der malaiischen Halbinsel an der Straße von Malakka. Im Norden und Osten grenzt er an den Bundesstaat Kedah, im Süden an Perak.
Die Insel Penang ist der Küste vorgelagert. Der dem Festland nächste Punkt liegt im Nordosten der Insel, nahe dem Fort Cornwallis; die Distanz zum Festland beträgt dort nur rund zwei Kilometer.
Die West- und Ostküste der Insel sind von größeren Schwemmlandebenen bedeckt, nur im Norden blieb der tropische Regenwald erhalten.

## Bevölkerung
Die Einwohnerzahl beträgt 1.740.405 (Stand: 2020). Die Insel Penang ist überwiegend von chinesischstämmigen Malaysiern bewohnt, darunter besonders hervorzuheben die Gruppe der Baba-Nyonya (oder Peranakan), Nachkommen gemischter chinesisch-malaiischer Paare, die eine eigene ethnische Identität und kulturelle Traditionen sowie ihre eigenen Kreolsprachen – das Baba-Malaiische und Penang-Hokkien – entwickelt haben. Hier leben aber auch Malaien und Malaysier indischer Herkunft.
Nach der offiziellen Bevölkerungsstatistik von 2010 waren von den 1.561.383 Einwohnern 94,2 % malaysische Staatsbürger – darunter 42,9 % ethnische Chinesen, 41,1 % „Bumiputera“ (vorwiegend Malaien), 9,8 % ethnische Inder – sowie 5,8 % Ausländer. Als Muslime wurden 44,6 %, als Buddhisten 35,6 %, als Hindus 8,7 %, als Christen 5,1 %, als Anhänger von Taoismus, Konfuzianismus oder chinesischen Volksreligionen 4,6 % der Bevölkerung registriert.

## Geschichte
Penang unterlag, wie ganz Malaysia, einer Abfolge unterschiedlicher kultureller Einflüsse, angefangen bei Indern, Chinesen, Arabern über Portugiesen, Niederländer bis zuletzt den Briten. Penang wurde 1786 vom Sultan von Kedah Francis Light als britischer Außenhandelsposten überlassen und erhielt somit unter Einwohnern auch seinen Namen Pulau Pinang (Betelnuss-Insel). Später wurde sie von den Engländern in Prince of Wales Island umbenannt.
Zu Beginn des Zweiten Weltkrieges in Ostasien war Penang wie das gesamte heutige Malaysia aufgrund seiner strategischen Lage ein Angriffsziel der japanischen Streitkräfte. Obwohl Penang offiziell eine „Festung“ war, wurde es von der britischen Armee nicht verteidigt. Am 11. Dezember 1941 erfolgte seitens japanischer Flugzeuge ein schwerer Luftangriff auf Georgetown, bei dem hunderte Zivilisten starben; insgesamt gab es 2000 bis 3000 Tote und Verwundete. In der Folge wurden sämtliche Europäer aus der Stadt vor den anrückenden Japanern evakuiert, während malayische und chinesische Einwohner ihrem Schicksal überlassen wurden. Während der japanischen Besatzungszeit wurde Penang von Teilen der lokalen chinesischen und malayischen Oberschicht unter Aufsicht der Japaner verwaltet. 1957 wurde die Insel unabhängig und ging 1963 an Malaysia.
Während der japanischen Besatzungszeit bestand auch ein deutscher U-Boot-Stützpunkt in Penang. Er war von den Japanern an die Deutschen übergeben worden. Die Basis wurde von der deutschen U-Boot Gruppe Monsun für Operationen im
Indischen Ozean genutzt.
Lim Chong Eu, von 1969 bis 1990 Ministerpräsident von Penang, gilt als Vater der Industrialisierung von Penang. Er sorgte dafür, dass sich zahlreiche Unternehmen der Elektronikbranche in Penang ansiedelten, das sich daraufhin zum "Silicon Island" Asiens entwickelte. Auf seine Initiative ist auch der Bau der 1985 eröffneten Penang Bridge zurückzuführen.
Vom Erdbeben im Indischen Ozean 2004 war auch Penang betroffen. Die Flutwellen rissen mehrere Menschen ins Meer.

Territorium des Bundesstaates Penang

## Verwaltungsgliederung
Verwaltungstechnisch ist der Bundesstaat Penang in fünf Distrikte unterteilt, von denen drei auf dem Festland und zwei auf der Insel Penang liegen.
Die Hauptstadt George Town liegt im Distrikt Timur Laut.
| \| Distrikt \| Lage \| Fläche (2011)[1] \| Einwohner (2010)[8] \| Einwohner (2020)[2] \| \| ------------- \| ----------------------- \| ---------------- \| ------------------- \| ------------------- \| \| Timur Laut \| Insel Penang, Nordosten \| 119 km² \| 520.242 \| 556.557 \| \| Barat Daya \| Insel Penang, Südwesten \| 173 km² \| 202.142 \| 237.735 \| \| Perai Utara \| Festland, Nord \| 263 km² \| 295.979 \| 339.132 \| \| Perai Tengah \| Festland, Mitte \| 235 km² \| 371.975 \| 422.985 \| \| Perai Selatan \| Festland, Süd \| 241 km² \| 171.045 \| 183.996 \| \| Gesamt \| Gesamt \| 1.031 km² \| 1.561.383 \| 1.740.405 \| |                         |               |                  |                  |
| Distrikt | Lage                    | Fläche (2011) | Einwohner (2010) | Einwohner (2020) |
| Timur Laut | Insel Penang, Nordosten | 119 km²       | 520.242          | 556.557          |
| Barat Daya | Insel Penang, Südwesten | 173 km²       | 202.142          | 237.735          |
| Perai Utara | Festland, Nord          | 263 km²       | 295.979          | 339.132          |
| Perai Tengah | Festland, Mitte         | 235 km²       | 371.975          | 422.985          |
| Perai Selatan | Festland, Süd           | 241 km²       | 171.045          | 183.996          |
| Gesamt | Gesamt                  | 1.031 km²     | 1.561.383        | 1.740.405        |

## Wirtschaft
Neben dem Tourismus ist die Elektronikindustrie einer der wichtigen Wirtschaftsfaktoren in Penang. Deren Ansiedelung wird in mehreren Freihandelszonen (free trade zones) durch Steuervorteile gefördert.
Auf dem zum Bundesstaat Penang gehörenden Festlandstreifen Seberang Perai in der Stadt Butterworth fertigt Continental Automobil-Zubehör für Fahrzeughersteller wie Proton. Unter anderem betreiben hier die Halbleiterfirmen Osram Opto Semiconductors, Infineon Technologies und AMD eine Produktionsstätte. Bosch fertigt dort Car Multimedia, Power Tools und Automotive Steering. Neben Kuala Lumpur und Johor Bahru ist Penang das drittwichtigste Handelszentrum in Malaysia.
Die Malaysisch-Deutsche Gesellschaft hat ihren Sitz in Penang.

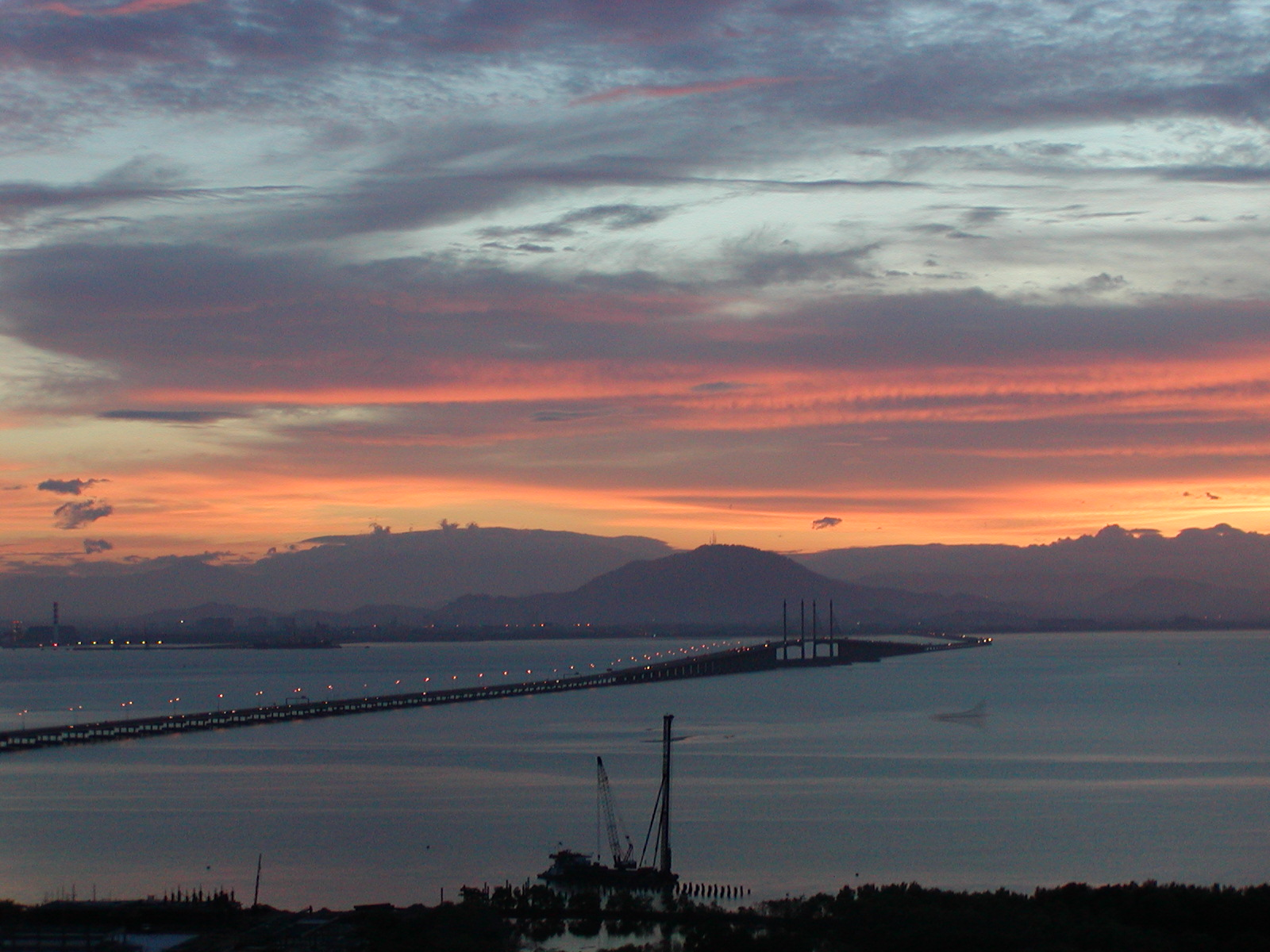
Penangbrücke

## Verkehr

### Straßenverkehr
Die 13,5 km lange Penang-Brücke zum Festland wurde 1985 eröffnet und war die längste Brücke Südostasiens. Aufgrund des stetig stark wachsenden Autoverkehrs wird die alte Fährverbindung parallel weiterbetrieben. Eine zweite Brücke mit einer Länge von 24 km wurde am 1. März 2014 eröffnet.

### Schienenverkehr

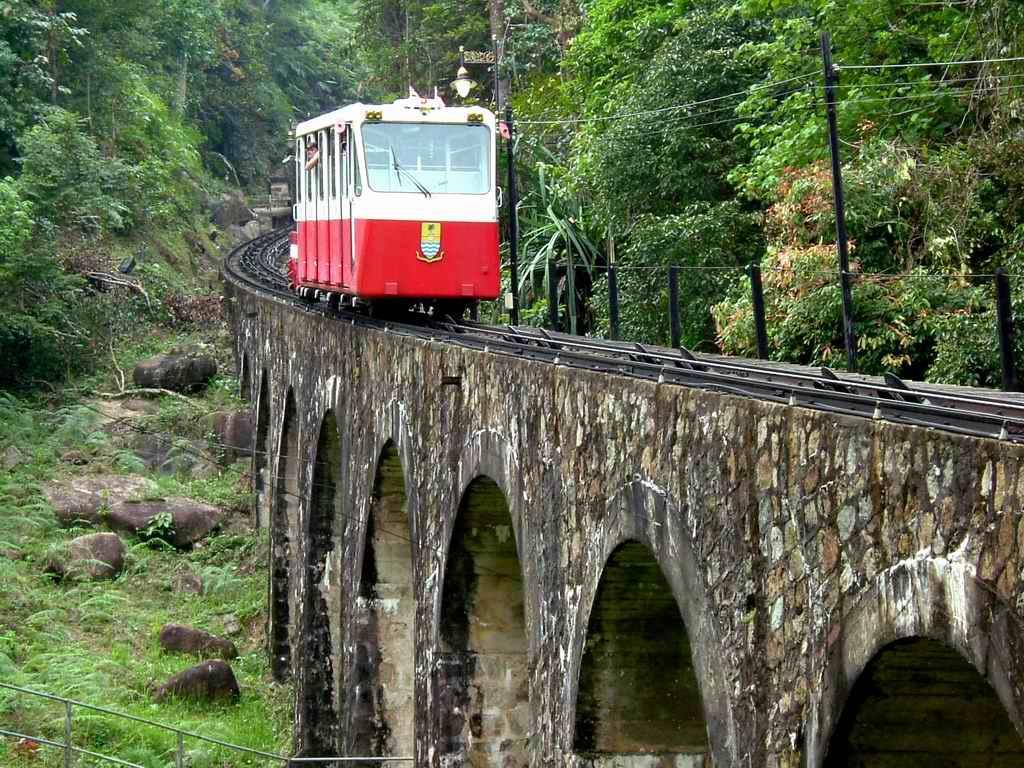
Standseilbahn auf dem Penang Hill

Der nächste Bahnhof befindet sich auf dem Festland in Butterworth, von wo es Fernverbindungen nach Bangkok im Norden, sowie Kuala Lumpur und Singapur im Süden gibt. Auf der Insel selbst ist kein Schienennetz mehr vorhanden; das aus der Kolonialzeit stammende Straßenbahnnetz wurde bereits vor dem Zweiten Weltkrieg stillgelegt. Im Frühjahr 2024 sollen die Bauarbeiten für eine Stadtbahnlinie Bayan Lepas LRT beginnen, die George Town über 23 Stationen und 27 Kilometer entlang der Ostküste mit dem Flughafen im Süden verbinden wird. Die Eröffnung ist für 2028 geplant. Weitere Stadtbahn- und Einschienenbahnstrecken sowie ein Bahntunnel zum Festland sollen folgen.
Die Insel verfügt über eine reizvolle Standseilbahn auf den Penang Hill, die Penang-Bergbahn.

### Luftverkehr

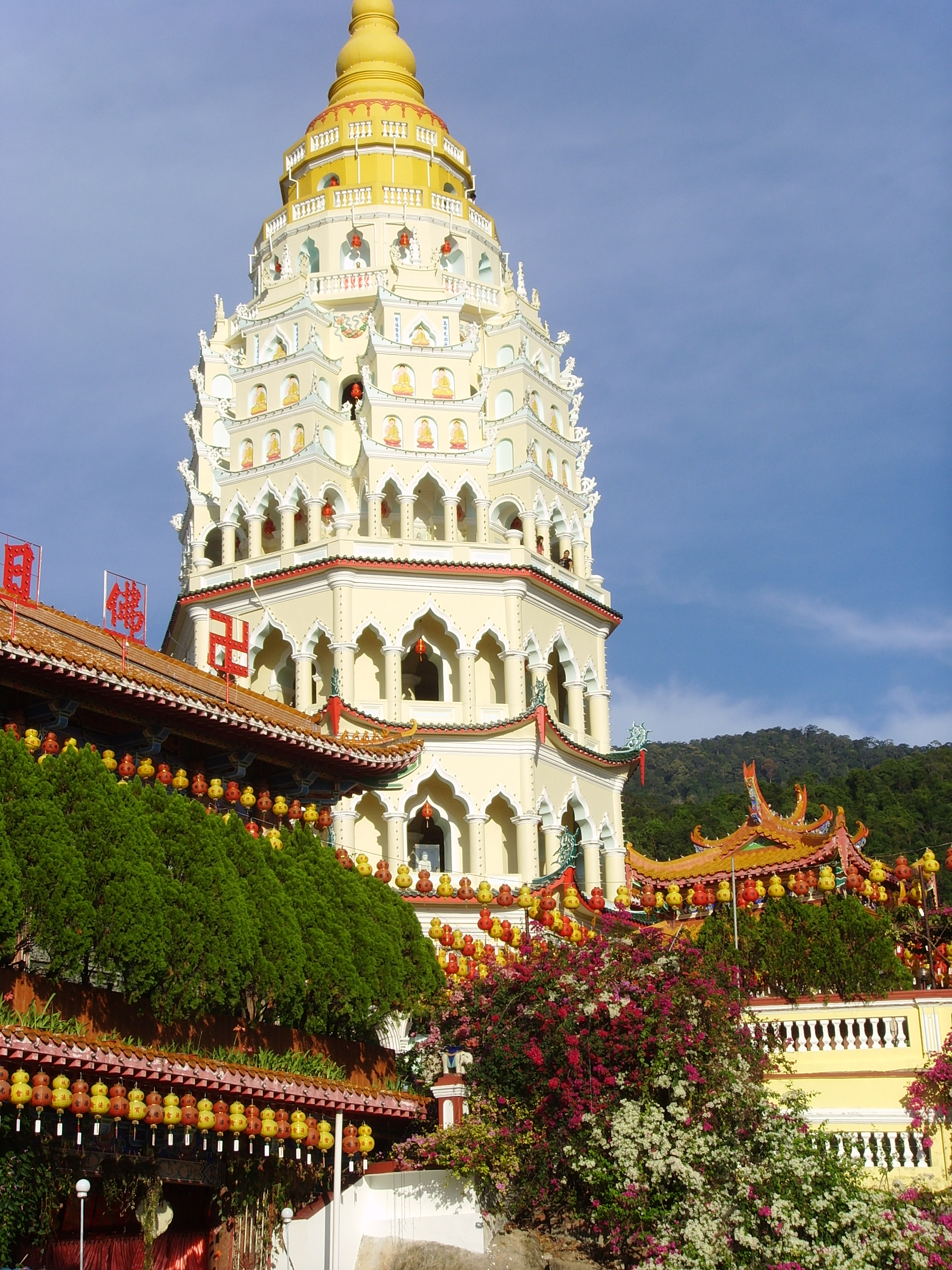
Kek-Lok-Tempel in Air Itam, Insel Penang

Der Penang International Airport (auch Bayan Lepas International Airport, IATA-Code PEN) befindet sich rund 16 km südlich vom Stadtzentrum George Towns in der Nähe des Ortes Bayan Lepas.

## Sehenswürdigkeiten

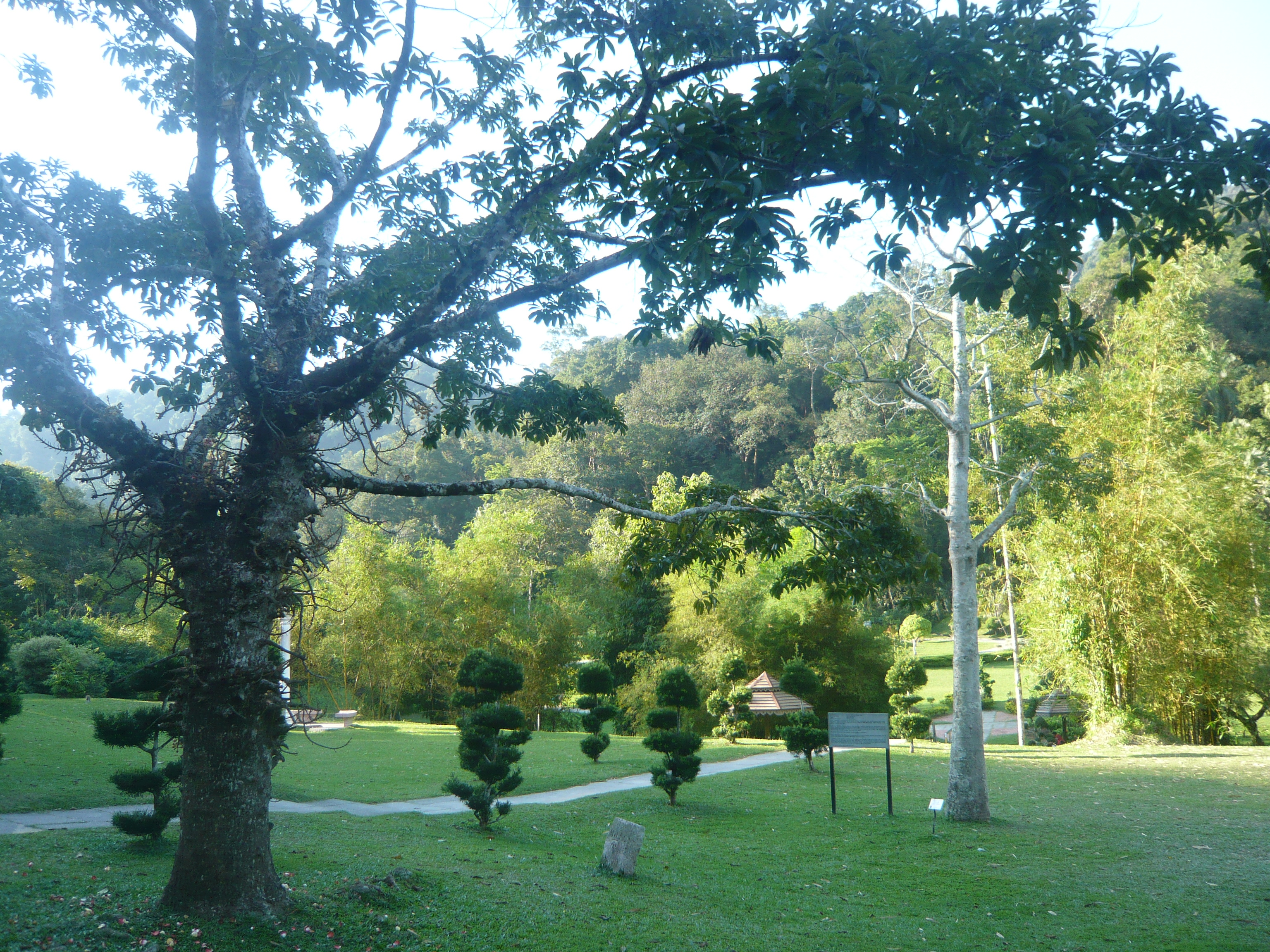
Botanischer Garten in George Town

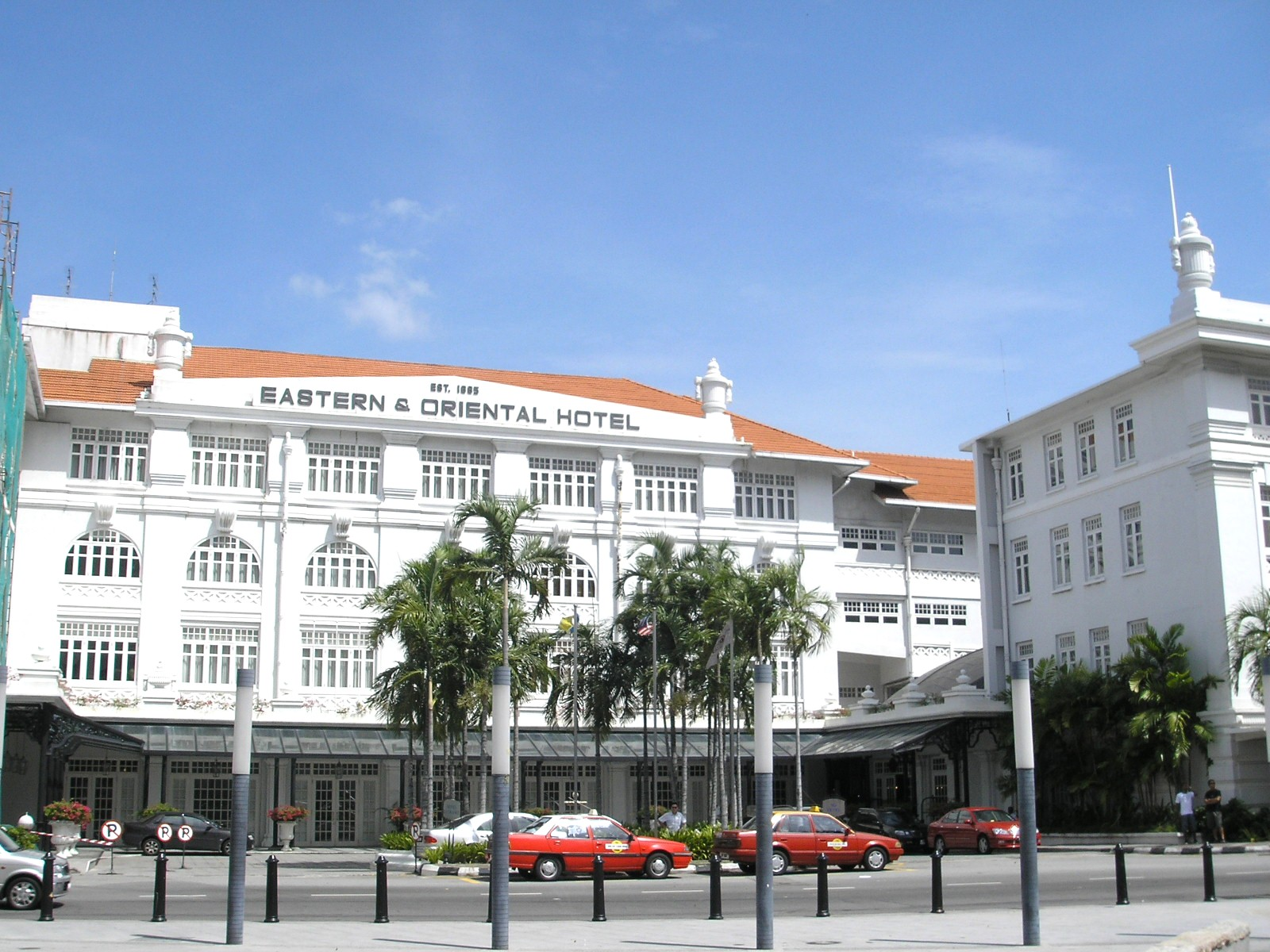
Eastern & Oriental Hotel in George Town

Der Penang Hill (auch Bukit Bendera, Flaggenhügel) ist mit einer Höhe von 830 Metern die höchste Erhebung der Insel und bietet eine hervorragende Aussicht auf George Town und das Festland. Eine 1923 eingeweihte Standseilbahn – die damit eine der ältesten in Asien ist – führt von der Talstation in Air Itam zur Bergstation auf Penang Hill. Notwendige und bereits einige Jahre zuvor begonnene Reparaturarbeiten wurden im Jahre 2005 vorläufig eingestellt. Im Februar 2010 wurden die Erneuerungsarbeiten aufgenommen und seit Anfang 2011 ist die Bahn wieder in Betrieb. Zu erreichen ist der Penang Hill auch in mehrstündigen Wanderungen durch den Dschungel. Beliebte Startpunkte sind das sogenannte Moon gate in der Nähe des Botanischen Gartens, sowie das Forestry Museum in Teluk Bahang, von wo der Penang Forest Trail beginnt.
Sehenswert sind auch die Schmetterlingsfarm, der Botanische Garten, die vielen Tempel wie Kek Lok Si (buddhistisch), der Kuan Yin (Goddess of Mercy)-Tempel, der Schlangentempel mit Giftschlangen, Wat Chaiya Mangkalaram mit seinem 33 m langen liegenden Buddha sowie die Captain-Keling-Moschee oder Khoo Kongsi, das Haus des chinesischen Khoo-Familienclans.
In der Innenstadt von George Town befinden sich zahlreiche Moscheen, Kirchen, hinduistische und chinesisch-buddhistische Tempel. Die Altstadt beherbergt historische Gebäude als auch gut erhaltene Gesamtensembles. Neben den britisch-kolonialen Verwaltungsbauten ist auch der protestantische Friedhof sehenswert.

## Söhne und Töchter des Bundesstaates
- Sayyid Shaykh al-Hadi (1867–1934), malaiisch-arabischer Schriftsteller, „Vater des malaiischen Romans“
- Kechie Tennent (1888–1968), britische Aquarellmalerin
- Oon Chiew Seng (1916–2022), Ärztin und Sozialreformerin
- Bill Threlfall (1925–2007), britischer Tennisspieler und -kommentator
- David Choong (1929–2011), Badmintonspieler und Politiker
- P. Ramlee (1929–1973), Schauspieler und Sänger
- Eddy Choong (1930–2013), Badmintonspieler
- Cecil Rajendra (* 1941), Dichter und Anwalt
- Anwar Ibrahim (* 1947), Politiker
- Martin Khor (1951–2020), Journalist und Ökonom
- Jimmy Choo (* 1961), Schuhdesigner
- Steve Davislim (1967–2024), australischer Opernsänger
- Tan Twan Eng (* 1972), Autor
- Irene Ng (* 1974), US-amerikanische Schauspielerin malaysischer Herkunft
- Chew Choon Eng (* 1976), Badmintonspieler
- Ong Beng Hee (* 1980), Squashspieler
- Nicol David (* 1983), Squashspielerin
- Nazmi Nasaruddin (* 1990), Fußballschiedsrichter
- Loh Kean Hean (* 1995), Badmintonspieler
- Loh Kean Yew (* 1997), Badmintonspieler

## Klimatabelle
|                       | Jan  | Feb  | Mär   | Apr   | Mai   | Jun   | Jul   | Aug   | Sep   | Okt   | Nov   | Dez   |   |         |
| Mittl. Tagesmax. (°C) | 31,8 | 32,0 | 32,2  | 32,0  | 31,7  | 31,6  | 31,2  | 31,0  | 30,6  | 30,6  | 30,8  | 31,1  | ⌀ | 31,4    |
| Mittl. Tagesmin. (°C) | 23,6 | 23,8 | 24,0  | 24,4  | 24,4  | 24,2  | 23,8  | 23,7  | 23,6  | 23,6  | 23,6  | 23,8  | ⌀ | 23,9    |
|                       |      |      |       |       |       |       |       |       |       |       |       |       |   |         |
| Niederschlag (mm)     | 60,6 | 96,9 | 128,9 | 222,1 | 227,3 | 171,5 | 183,8 | 255,3 | 357,9 | 374,5 | 216,0 | 103,0 | Σ | 2.397,8 |
|                       |      |      |       |       |       |       |       |       |       |       |       |       |   |         |
| Sonnenstunden (h/d)   | 8,1  | 8,2  | 7,9   | 7,4   | 6,6   | 6,7   | 6,6   | 6,1   | 5,3   | 5,5   | 5,9   | 6,6   | ⌀ | 6,7     |
|                       |      |      |       |       |       |       |       |       |       |       |       |       |   |         |
| Regentage (d)         | 5    | 7    | 9     | 13    | 13    | 11    | 11    | 14    | 18    | 18    | 15    | 9     | Σ | 143     |
|                       |      |      |       |       |       |       |       |       |       |       |       |       |   |         |
| Wassertemperatur (°C) | 27   | 28   | 29    | 29    | 29    | 29    | 28    | 28    | 28    | 28    | 28    | 27    | ⌀ | 28,2    |
|                       |      |      |       |       |       |       |       |       |       |       |       |       |   |         |
| Luftfeuchtigkeit (%)  | 75   | 78   | 81    | 84    | 85    | 84    | 84    | 85    | 86    | 87    | 85    | 78    | ⌀ | 82,7    |

| 23,6 |

| 23,8 |

| 24,0 |

| 24,4 |

| 24,4 |

| 24,2 |

| 23,8 |

| 23,7 |

| 23,6 |

| 23,6 |

| 23,6 |

| 23,8 |

| 23,6 |

| 23,8 |

| 24,0 |

| 24,4 |

| 24,4 |

| 24,2 |

| 23,8 |

| 23,7 |

| 23,6 |

| 23,6 |

| 23,6 |

| 23,8 |